# Villarraso (La Coruña)
Villarraso (llamada oficialmente San Lourenzo de Vilarraso) es una parroquia y un lugar español del municipio de Aranga, en la provincia de La Coruña, Galicia.

## Otras denominaciones
La parroquia también es conocida por el nombre de San Lorenzo de Villarraso.

## Organización territorial
La parroquia está formada por once entidades de población:

### Entidades de población
Entidades de población que forman parte de la parroquia:
- Carballeira (A Carballeira)
- Carballotorto (Carballo Torto)
- Carneiros (Os Carneiros)
- Castellana (A Castellana)
- Castrobó
- Ferreiros (Os Ferreiros)
- Orosa
- Santiso
- Villarraso  (Vilarraso)
- Villoriz (Vilourís)

### Despoblado
Despoblado que forma parte de la parroquia:
- Apeadero (O Apeadeiro de Orosa)

## Demografía

### Parroquia
| Gráfica de evolución demográfica de Villarraso (parroquia) entre 2000 y 2019 |
|                                                                              |
| Datos según el nomenclátor publicado por el INE.                             |

### Lugar
| Gráfica de evolución demográfica de Villarraso (lugar) entre 2000 y 2018 |
|                                                                          |
| Datos según el nomenclátor publicado por el INE.                         |